# Niels Fredborg
Niels Christian Fredborg (né le 28 janvier 1946 à Odder) est un ancien coureur cycliste danois. Spécialiste du kilomètre sur piste, il a été champion olympique de cette discipline en 1972 aux Jeux de Munich. Il a également été trois fois champion du monde amateur de cette discipline.

## Palmarès

### Jeux olympiques
- Mexico 1968
  -  Médaillé d'argent du kilomètre
- Munich 1972
  -  Champion olympique du kilomètre
- Montréal 1976
  -  Médaillé de bronze du kilomètre

### Championnats du monde
- Amsterdam 1967
  -  Champion du monde du kilomètre amateurs
- Rome 1968
  -  Champion du monde du kilomètre amateurs
  -  Médaillé d'argent de la vitesse amateurs
- Leicester 1970
  -  Champion du monde du kilomètre amateurs
- Besançon 1980
  -  Médaillé de bronze du keirinq

### Championnats du Danemark
- 1966
  -  Champion du Danemark de vitesse amateurs
  -  Champion du Danemark du kilomètre amateurs
  -  Champion du Danemark de tandem amateurs (avec Per Sarto)
- 1967
  -  Champion du Danemark du kilomètre amateurs
  -  Champion du Danemark de tandem amateurs (avec Per Sarto)
- 1968
  -  Champion du Danemark de vitesse amateurs
  -  Champion du Danemark du kilomètre amateurs
  -  Champion du Danemark de tandem amateurs (avec Per Sarto)
- 1969
  -  Champion du Danemark du kilomètre amateurs
  -  Champion du Danemark de poursuite par équipes amateurs (avec Gunnar Jonsson, Gunnar Asmussen et Poul Nielsen)
  -  Champion du Danemark de tandem amateurs (avec Gunnar Jonsson)
- 1970
  -  Champion du Danemark du kilomètre amateurs
  -  Champion du Danemark de poursuite par équipes amateurs (avec Gunnar Jonsson, Gunnar Asmussen et Poul Nielsen)
  -  Champion du Danemark de tandem amateurs (avec Gunnar Jonsson)
- 1971
  -  Champion du Danemark de poursuite par équipes amateurs (avec Gunnar Jonsson, Gunnar Asmussen et Poul Nielsen)
  -  Champion du Danemark de tandem amateurs (avec Gunnar Jonsson)
- 1972
  -  Champion du Danemark du kilomètre amateurs
  -  Champion du Danemark de tandem amateurs (avec Gunnar Jonsson)
- 1973
  -  Champion du Danemark de tandem amateurs (avec Gert Frank)
- 1974
  -  Champion du Danemark de vitesse amateurs
  -  Champion du Danemark du kilomètre amateurs
  -  Champion du Danemark de poursuite par équipes amateurs (Gunnar Asmussen, Jørn Lund et Jan Petersen)
- 1975
  -  Champion du Danemark de vitesse amateurs
  -  Champion du Danemark du kilomètre amateurs
- 1976
  -  Champion du Danemark du kilomètre amateurs
  -  Champion du Danemark de poursuite par équipes amateurs (avec Gert Frank, Gunnar Asmussen et Kurt Frisch)